# 田中慎二 (声優)
田中 慎二（たなか しんじ、8月1日 - ）は、日本の男性声優。沖縄県出身。

## 経歴
以前はパワー・ライズに所属していた。フリーでの活動を経て、2021年5月よりアニメイトグループのアルディに準所属として所属していたが、2023年の5月からフリーランスとして活動している。

## 出演

### テレビアニメ
- デュエル・マスターズ シリーズ（2017年 - 2022年、サッヴァークDG、キャタピラ親方、“血煙”マキシマム、堕魔 ドゥグラス、煌銀河 サヴァクティス 他） - 4シリーズ[一覧 1]
- RELEASE THE SPYCE（2018年、テレジア父）

### 劇場アニメ
- 劇場版 NARUTO -ナルト- ブラッド・プリズン（2011年）

### ゲーム
- オルタナティブガールズ（2016年、ポルコ）
- にゃんらぶ〜私の恋の見つけ方〜（2017年）

### 吹き替え

#### 映画
- インペリアル・ドリーム（ウェイン）

#### ドラマ
- グレート・ニュース（ラルフ）
- トラベラーズ（サイモン）

#### アニメ
- ウォーターシップ・ダウンのうさぎたち（ブルーベル）
- ターザン&ジェーン（守衛 他）

### ボイスオーバー
- アメリカお宝鑑定団ポーンスターズ
- ヴィルンガ
- ポーン・スターズ お宝クイズ選手権

### ナレーション
- Love Asia Concert

### 舞台
- カスタムプロジェクト「因習の村にて」（イツキ）
- T9企画 チョイス!（棟梁）
- まごころ18番勝負 第20回公演「汝、公正たれ」
- まごころ18番勝負 第21回公演「汝、公正たれ」

### その他コンテンツ
- Web Xbox LIVE ボイスチャット「ロストプラネット」PV
- 神様のおしおき（ヌキング、牛）
- キンダーフィルムフェスティバル
- 着うたサイト ラク着（お兄ちゃん系ボイス、俺様系ボイス、執事系ボイス）

### シリーズ一覧
1. ↑  【デュエル・マスターズ（2017年版）】

第1期（2017年 - 2018年）、第2期『デュエル・マスターズ！』（2018年 - 2019年）、第3期『デュエル・マスターズ!!』（2019年 - 2020年）

【デュエル・マスターズ キング】

第3期『キングMAX』（2022年）